# 1366
- Wikisource

| Calendário gregoriano                                                        | 1366 MCCCLXVI                                          |
| Ab urbe condita                                                              | 2119                                                   |
| Calendário arménio                                                           | 815 – 816                                              |
| Calendário bahá'í                                                            | -478 – -477                                            |
| Calendário budista                                                           | 1910                                                   |
| Calendário chinês                                                            | 4062 – 4063 Início a 11 de fevereiro (aproximadamente) |
| Calendário copta                                                             | 1082 – 1083                                            |
| Calendário etíope                                                            | 1358 – 1359                                            |
| Calendários hindus - Vikram Samvat - Calendário nacional indiano - Cáli Iuga | 1421 – 1422 1287 – 1288 4466 – 4467                    |
| Calendário Holoceno                                                          | 11366                                                  |
| Calendário islâmico                                                          | 767 – 768                                              |
| Calendário judaico                                                           | 5126 – 5127                                            |
| Calendário persa                                                             | 744 – 745                                              |
| Calendário rúnico                                                            | 1616                                                   |
| Calendário solar tailandês                                                   | 1909                                                   |

1366 (MCCCLXVI, na numeração romana) foi um ano comum do século XIV do Calendário Juliano, da Era de Cristo, e a sua letra dominical foi D (53 semanas), teve início a uma quinta-feira e terminou também a uma quinta-feira.
| Ano completo                        |
| ----------------------------------- |
| Ano comum com início à quinta-feira |

## Eventos
Criação da Stella Artois, cerveja pilsner lager premium

## Nascimentos
- 11 de maio - Ana da Boémia, Rainha de Inglaterra como primeira esposa de Ricardo II de Inglaterra (m. 1394).

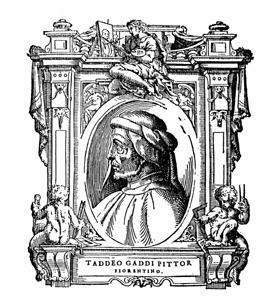
Taddeo Gaddi (1300-1366), desenho de Giorgio Vasari (1568)

## Mortes
- Taddeo Gaddi, pintor italiano (n. 1300).